# Stary Wiązów
Stary Wiązów (niem. Alt Wansen) – wieś w Polsce położona w województwie dolnośląskim, w powiecie strzelińskim, w gminie Wiązów.

## Podział administracyjny
W latach 1975–1998 miejscowość administracyjnie należała do województwa wrocławskiego.

## Zabytki
Do wojewódzkiego rejestru zabytków wpisany jest:
- kościół pw. św. Floriana, zbudowany w drugiej połowie XV w. w stylu gotyckim. W 1712 r. dobudowano wieżę, a wnętrze przebudowano w stylu baroku. Uszkodzony w 1945 r., restaurowany w latach 1946–1947. Oprócz barokowych ołtarzy w środku świątyni znajduje się gotyckie sakramentarium.